# Желтополосый виреон
Желтополосый виреон (лат. Vireo carmioli) — вид воробьинообразных птиц из семейства виреоновых. Эндемик высокогорий Коста-Рики и западной Панамы.

## Описание
Длина тела 11—11,5 см, масса 12,7—15,2 г. Верхние части тела оливково-зелёные, крылья черноватые с двумя жёлтыми полосками. Горло белое, нижние части тела бледно-жёлтые. Молодые особи более коричневые сверху и имеют очень бледный жёлтый низ.

## Биология
Питаются пауками и насекомыми, также едят мелкие фрукты. В строительстве гнезда, насиживании яиц и вскармливании птенцов участвуют и самец, и самка.
МСОП присвоил виду охранный статус LC.